# MM Волка
MM Волка (лат. MM Lupi) — одиночная переменная звезда в созвездии Волка на расстоянии приблизительно 446 световых лет (около 137 парсеков) от Солнца. Видимая звёздная величина звезды — от +11,78m до +11,7m. Возраст звезды определён как около 27 млн лет.

## Характеристики
MM Волка — оранжевый карлик, эруптивная переменная звезда типа T Тельца (IT) спектрального класса K2. Радиус — около 0,79 солнечного, светимость — около 0,331 солнечной. Эффективная температура — около 4915 K.